# Amargasaurus cazaui
Amargasaurus (il cui nome significa "lucertola di La Amarga") è un genere estinto di dinosauro sauropode dicraeosauride vissuto nel Cretaceo inferiore, circa 129,4–122,46 milioni di anni fa (Barremiano-Aptiano), in quella che oggi è la Formazione La Amarga, in Argentina. Il genere Amargasaurus venne descritto per la prima volta nel 1991 e contiene una singola specie, ossia A. cazaui. L'unico esemplare fossile conosciuto è stato scoperto nel 1984 ed è composto da uno scheletro praticamente completo, che include un cranio frammentario, rendendo Amargasaurus uno dei sauropodi meglio conosciuti della sua epoca. Nonostante le sue dimensioni ragguardevoli, Amargasaurus era piuttosto piccolo per gli standard dei sauropodi, raggiungendo dai 9 ai 10 metri (da 30 a 33 piedi) di lunghezza. La caratteristica più evidente di questo animale erano le due file parallele di alte spine posizionate lungo il collo e il dorso, più alte di qualsiasi altro sauropode conosciuto. In vita, molto probabilmente, queste spine sporgevano dal corpo come strutture solitarie protette da una guaina di cheratina. Un'ipotesi alternativa, oggi considerata più improbabile, afferma che le alte spine fungessero da sostegno a due vele di pelle parallele che correvano lungo il collo ed il dorso dell'animale. È stato ipotizzato che la funzione di queste spine potesse comprendere il loro uso come display per intimorire o attrarre esemplari della stessa specie, nel combattimento o nella difesa.
Amargasaurus era un erbivoro che condivideva il suo ambiente con almeno altri tre generi di sauropodi, che potrebbero aver sfruttato diverse fonti di cibo per ridurre la competizione. Amargasaurus si nutriva probabilmente di materiale vegetale medio-basso, come dimostra l'orientamento dell'orecchio interno e l'articolazione delle vertebre del collo, che suggeriscono una posizione abituale del muso a 80 centimetri (31 pollici) dal suolo e un'altezza massima di 2,7 metri (8,9 piedi). All'interno di Sauropoda, Amargasaurus è classificato come un membro della famiglia Dicraeosauridae, famiglia che differisce dagli altri sauropodi per colli più corti e dimensioni ridotte.

## Descrizione

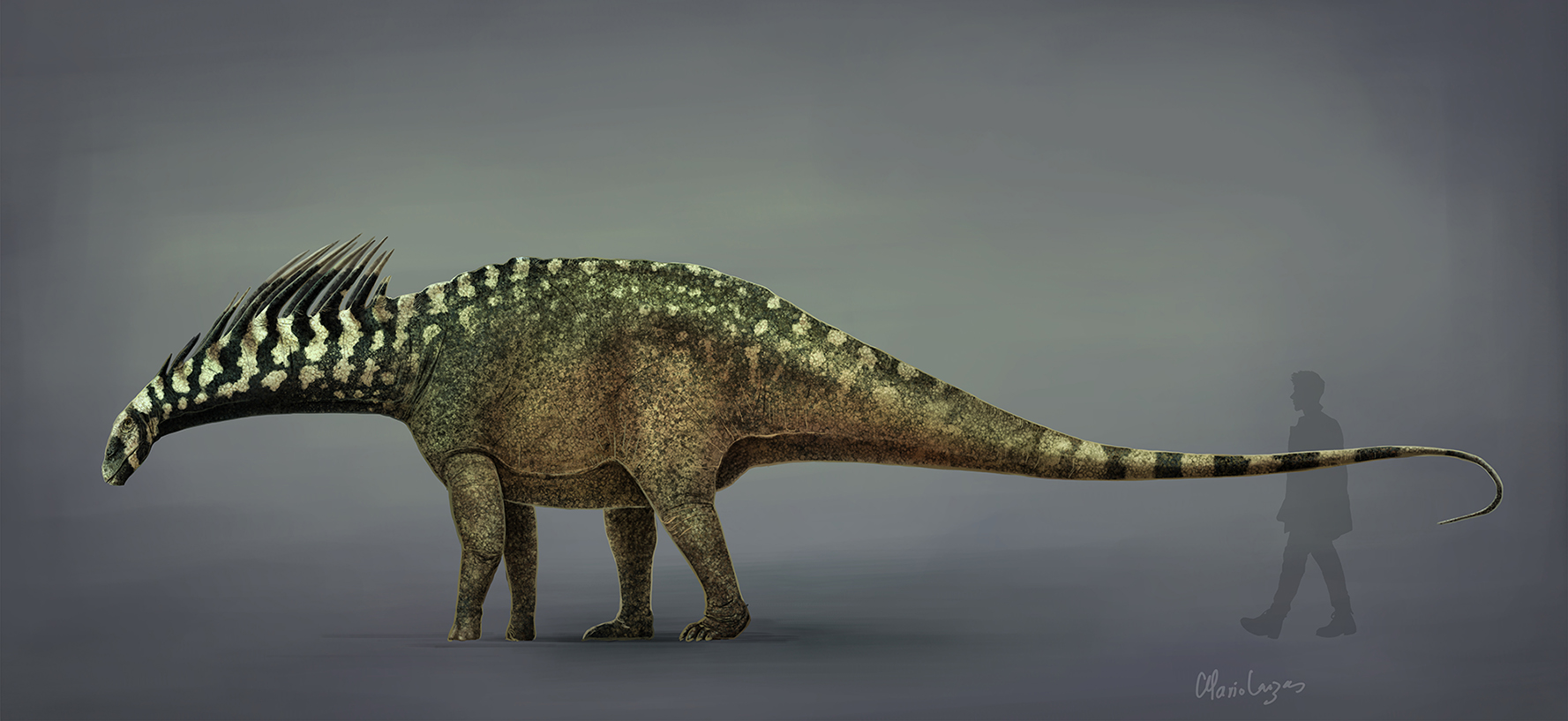
Dimensioni e ricostruzione di Amargasaurus, a confronto con un uomo, con le spine neurali parzialmente coperte da una guaina cheratinosa

Nonostante le sue dimensioni, Amargasaurus era piuttosto piccolo per gli standard dei sauropodi, misurando dai 9 ai 10 metri (da 30 a 33 piedi) di lunghezza, per un peso di circa 2,6 tonnellate (2,9 tonnellate corte). La sua morfologia era tipica di quella degli altri sauropodi, dotati di un corpo a botte sostenuto da quattro arti colonnari, coda e collo allungati, e una piccola testa. Tuttavia, il collo di Amargasaurus era più corto rispetto alla maggior parte degli altri sauropodi, un tratto comune all'interno dei Dicraeosauridae. Misurando 2,4 metri (7,9 piedi) di lunghezza, il collo corrispondeva al 136% della lunghezza della colonna vertebrale dorsale. Tali stime sono paragonabile a quelle di Dicraeosaurus (123%) ma maggiore rispetto a Brachytrachelopan (75%) dal collo estremamente corto. Il collo era costituito da tredici vertebre cervicali opistocele (convesse nella parte anteriore e cave nella parte posteriore), formando articolazioni sferiche con le vertebre vicine. Il tronco era formato da nove vertebre dorsali e probabilmente da cinque vertebre sacrali fuse. Le prime vertebre dorsali erano opistocele, mentre le restanti dorsali erano anfiplatiani (piatti su entrambe le estremità). I robusti processi trasversali (sporgenze laterali che si collegano alle costole) indicano una gabbia toracica ampia e robusta. Le vertebre dorsali di Amargasaurus e di altri dicraeosauridi erano prive di pleurocele, i profondi scavi laterali caratteristici di altri sauropodi.

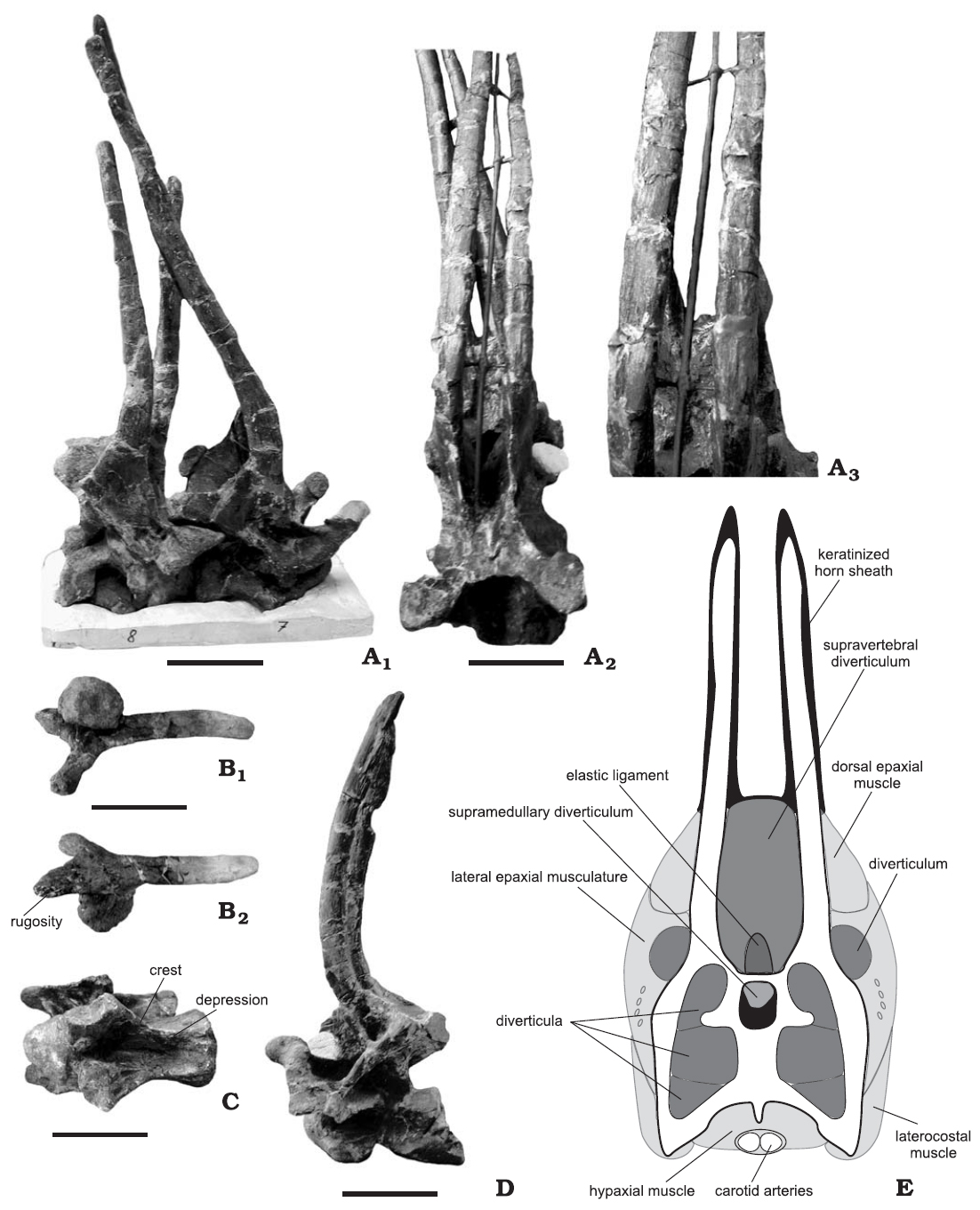
Vertebre cervicali dell'olotipo, con ricostruzione in sezione dei possibili tessuti molli

La caratteristica più sorprendente dello scheletro di Amargasaurus erano le lunghe spine neurali proiettate verso l'alto sul collo e sulle vertebre dorsali anteriori. Dalla terza vertebra cervicale in poi, queste spine neurali si biforcavano per tutta la loro lunghezza, formando una doppia fila. Erano circolari in sezione trasversale e affusolati verso la punta. Le spine più alte si trovavano nella parte centrale del collo, dove raggiungevano i 60 centimetri (24 pollici) sull'ottava cervicale. Le spine neurali cervicali erano proiettate all'indietro, sporgendo sopra la vertebra adiacente. Simili spine neurali allungate sono state descritte nella regione del collo di Bajadasaurus. Tuttavia, a differenza di quelle di Amargasaurus, queste spine neurali erano piegate in avanti e allargate verso la punta. Anche le ultime due vertebre dorsali, l'anca e la prima vertebra caudale di Amargasaurus presentavano spine neurali allungate; queste tuttavia non erano biforcate ma svasate in un'estremità superiore a forma di pagaia. La regione pelvica era relativamente ampia, a giudicare dai lunghi processi trasversali delle vertebre sacrali che sporgevano lateralmente. Gli arti anteriori erano un po' più corti degli arti posteriori, come osservato in altri sauropodi imparentati. La maggior parte delle ossa della mano e del piede non si è conservata, ma, come tutti i sauropodi, Amargasaurus possedeva probabilmente cinque dita su ciascun arto.
In Amargasaurus si conosce solo la parte posteriore del cranio. Probabilmente, il cranio intero presentava un muso lungo e largo, simile a un cavallo, dotato di denti a forma di matita, come si vede nei sauropodi correlati per i quali sono noti crani più completi. Come in altri dicraeosauridi, la narice esterna (apertura della narice) era situata nella metà posteriore del cranio, diagonalmente sopra l'orbita, che era proporzionalmente grande. Come nella maggior parte degli altri dinosauri, il cranio presentava tre aperture aggiuntive (fenestre). La fenestra infratemporale, situata al di sotto dell'orbita, era lunga e stretta. Dietro l'orbita vi era la fenestra sopratemporale, che nei dicraeosauridi era straordinariamente piccola e può essere osservata quando il cranio è visto di lato. Questo contrasta con altri rettili diapsidi, dove queste aperture erano proiettate verso l'alto, essendo quindi visibili solo in vista dall'alto. La fenestra antorbitale sarebbe stata situata davanti all'apertura all'orbita, sebbene questa regione non si sia conservata. Una caratteristica insolita erano le piccole aperture viste sul retro del cranio, le cosiddette aperture parietali o fontanelle. In altri tetrapodi, queste aperture di solito si vedono solo nei giovani e si chiudono man mano che l'individuo diventa adulto. Caratteristiche del teschio, condivise con Dicraeosaurus ma assenti nella maggior parte degli altri sauropodi, includevano le ossa frontali fuse e i processi basipterygoidi notevolmente allungati, estensioni ossee che collegano la scatola cranica con il palato.

## Classificazione
Amargasaurus è classificato come un membro della famiglia Dicraeosauridae, una famiglia classificata clade all'interno dei Diplodocoidea. Attualmente, questo clade è composto da nove specie appartenenti a otto generi. Questi includono Lingwulong del Giurassico medio-inferiore della Cina, e quattro specie dal Giurassico superiore: Brachytrachelopan dall'Argentina; Suuwassea dalla Formazione Morrison degli Stati Uniti; e due specie di Dicraeosaurus dai letti del Tendaguru della Tanzania. Amargasaurus è stato il primo dicraeosauride scoperto in rocce risalenti al Cretaceo, sebbene altri dicraeosauridi del Cretaceo inferiore siano stati descritti più recentemente, tra cui Pilmatueia, Amargatitanis e Bajadasaurus, tutti originari dell'Argentina. Un esemplare ancora non descritto proveniente dal Brasile indicherebbe che questo gruppo sia sopravvissuto almeno fino alla fine del Cretaceo inferiore. La maggior parte delle analisi cladistiche trova Dicraeosaurus e Brachytrachelopan più strettamente imparentati tra di loro che con Amargasaurus. Suuwassea è generalmente considerato come il membro più basale della famiglia. Un'analisi del 2015 di Tschopp e colleghi è giunta al risultato preliminare che due generi poco conosciuti della Formazione Morrison, Dyslocosaurus e Dystrophaeus, potrebbero essere membri aggiuntivi di Dicraeosauridae.
Insieme ai Diplodocidae e ai Rebbachisauridae, i Dicraeosauridae sono alloggiati all'interno dei Diplodocoidea. Tutti i membri di Diplodocoidea sono caratterizzati da un muso a forma di scatola e da denti stretti limitati alla parte anteriore del muso. Sia i Dicraeosauridae che i Diplodocidae sono caratterizzati da spine neurali biforcate nelle vertebre cervicali e dorsali. Nei Dicraeosauridae, le spine neurali biforcate erano fortemente allungate, una tendenza che raggiunse il suo estremo in Amargasaurus.

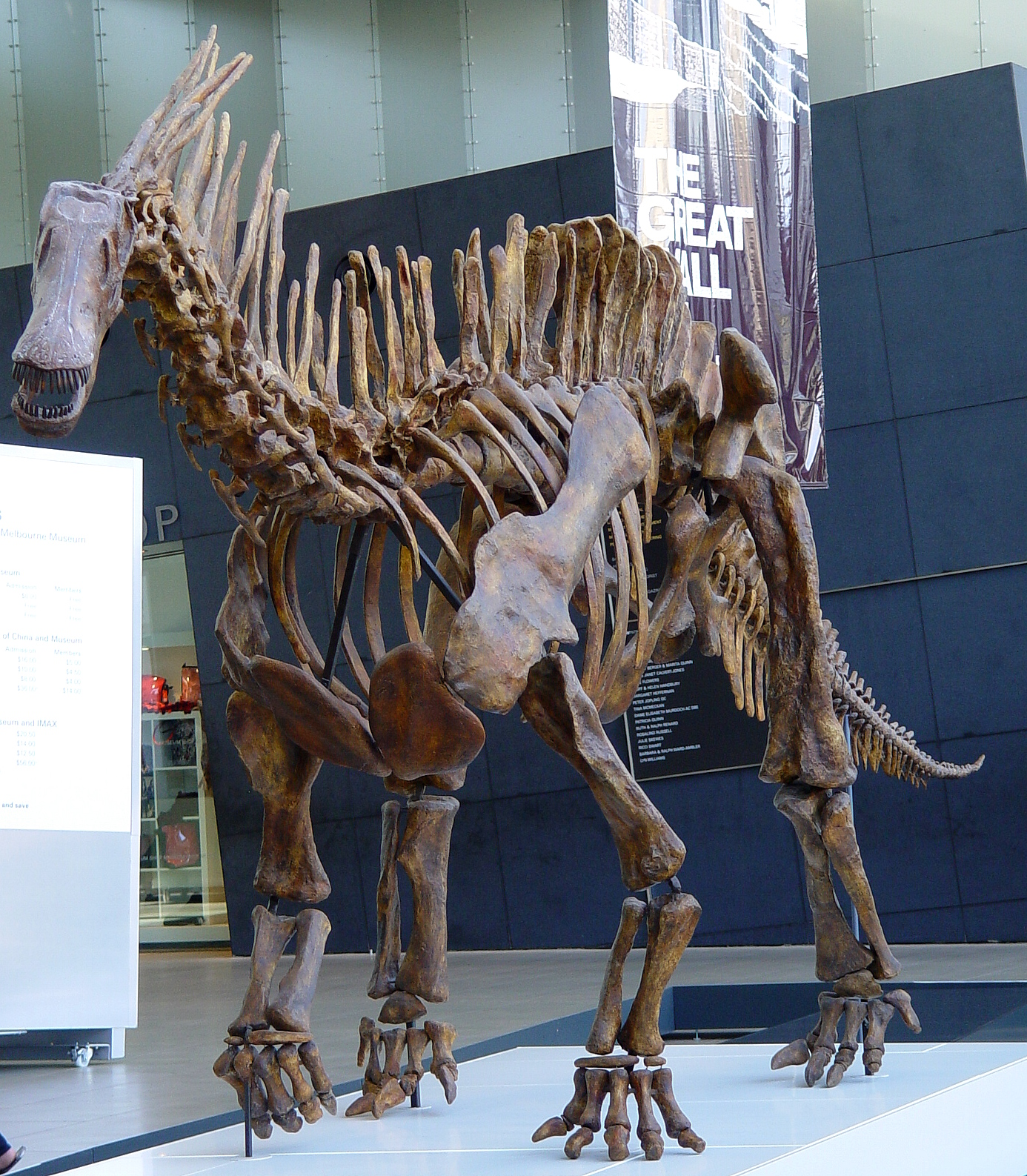
Scheletro di Amargasaurus in vista frontale, al Museo di Victoria, Australia

Il seguente cladogramma segue gli studi di Gallina e colleghi (2019), e mostra le presunte relazioni tra i membri di Dicraeosauridae:
|  | Pilmatueia                                                                                         |
|  | |
|  | \| \| Amargasaurus \| \| \| \| \| \| Dicraeosaurus \| \| \| \| \| \| Brachytrachelopan \| \| \| \| |
|  | |
|  | Amargasaurus                                                                                       |
|  | |
|  | Dicraeosaurus                                                                                      |
|  | |
|  | Brachytrachelopan                                                                                  |
|  | |

|  | Amargasaurus      |
|  |                   |
|  | Dicraeosaurus     |
|  |                   |
|  | Brachytrachelopan |
|  |                   |

|  | Pilmatueia                                                                                         |
|  | |
|  | \| \| Amargasaurus \| \| \| \| \| \| Dicraeosaurus \| \| \| \| \| \| Brachytrachelopan \| \| \| \| |
|  | |
|  | Amargasaurus                                                                                       |
|  | |
|  | Dicraeosaurus                                                                                      |
|  | |
|  | Brachytrachelopan                                                                                  |
|  | |

|  | Amargasaurus      |
|  |                   |
|  | Dicraeosaurus     |
|  |                   |
|  | Brachytrachelopan |
|  |                   |

|  | Pilmatueia                                                                                         |
|  | |
|  | \| \| Amargasaurus \| \| \| \| \| \| Dicraeosaurus \| \| \| \| \| \| Brachytrachelopan \| \| \| \| |
|  | |
|  | Amargasaurus                                                                                       |
|  | |
|  | Dicraeosaurus                                                                                      |
|  | |
|  | Brachytrachelopan                                                                                  |
|  | |

|  | Amargasaurus      |
|  |                   |
|  | Dicraeosaurus     |
|  |                   |
|  | Brachytrachelopan |
|  |                   |

|  | Pilmatueia                                                                                         |
|  | |
|  | \| \| Amargasaurus \| \| \| \| \| \| Dicraeosaurus \| \| \| \| \| \| Brachytrachelopan \| \| \| \| |
|  | |
|  | Amargasaurus                                                                                       |
|  | |
|  | Dicraeosaurus                                                                                      |
|  | |
|  | Brachytrachelopan                                                                                  |
|  | |

|  | Amargasaurus      |
|  |                   |
|  | Dicraeosaurus     |
|  |                   |
|  | Brachytrachelopan |
|  |                   |

|  | Pilmatueia                                                                                         |
|  | |
|  | \| \| Amargasaurus \| \| \| \| \| \| Dicraeosaurus \| \| \| \| \| \| Brachytrachelopan \| \| \| \| |
|  | |
|  | Amargasaurus                                                                                       |
|  | |
|  | Dicraeosaurus                                                                                      |
|  | |
|  | Brachytrachelopan                                                                                  |
|  | |

|  | Amargasaurus      |
|  |                   |
|  | Dicraeosaurus     |
|  |                   |
|  | Brachytrachelopan |
|  |                   |

|  | Pilmatueia                                                                                         |
|  | |
|  | \| \| Amargasaurus \| \| \| \| \| \| Dicraeosaurus \| \| \| \| \| \| Brachytrachelopan \| \| \| \| |
|  | |
|  | Amargasaurus                                                                                       |
|  | |
|  | Dicraeosaurus                                                                                      |
|  | |
|  | Brachytrachelopan                                                                                  |
|  | |

|  | Amargasaurus      |
|  |                   |
|  | Dicraeosaurus     |
|  |                   |
|  | Brachytrachelopan |
|  |                   |

|  | Pilmatueia                                                                                         |
|  | |
|  | \| \| Amargasaurus \| \| \| \| \| \| Dicraeosaurus \| \| \| \| \| \| Brachytrachelopan \| \| \| \| |
|  | |
|  | Amargasaurus                                                                                       |
|  | |
|  | Dicraeosaurus                                                                                      |
|  | |
|  | Brachytrachelopan                                                                                  |
|  | |

|  | Amargasaurus      |
|  |                   |
|  | Dicraeosaurus     |
|  |                   |
|  | Brachytrachelopan |
|  |                   |

|  | Pilmatueia                                                                                         |
|  | |
|  | \| \| Amargasaurus \| \| \| \| \| \| Dicraeosaurus \| \| \| \| \| \| Brachytrachelopan \| \| \| \| |
|  | |
|  | Amargasaurus                                                                                       |
|  | |
|  | Dicraeosaurus                                                                                      |
|  | |
|  | Brachytrachelopan                                                                                  |
|  | |

|  | Amargasaurus      |
|  |                   |
|  | Dicraeosaurus     |
|  |                   |
|  | Brachytrachelopan |
|  |                   |

|  | Pilmatueia                                                                                         |
|  | |
|  | \| \| Amargasaurus \| \| \| \| \| \| Dicraeosaurus \| \| \| \| \| \| Brachytrachelopan \| \| \| \| |
|  | |
|  | Amargasaurus                                                                                       |
|  | |
|  | Dicraeosaurus                                                                                      |
|  | |
|  | Brachytrachelopan                                                                                  |
|  | |

|  | Amargasaurus      |
|  |                   |
|  | Dicraeosaurus     |
|  |                   |
|  | Brachytrachelopan |
|  |                   |

|  | Pilmatueia                                                                                         |
|  | |
|  | \| \| Amargasaurus \| \| \| \| \| \| Dicraeosaurus \| \| \| \| \| \| Brachytrachelopan \| \| \| \| |
|  | |
|  | Amargasaurus                                                                                       |
|  | |
|  | Dicraeosaurus                                                                                      |
|  | |
|  | Brachytrachelopan                                                                                  |
|  | |

|  | Amargasaurus      |
|  |                   |
|  | Dicraeosaurus     |
|  |                   |
|  | Brachytrachelopan |
|  |                   |

|  | Pilmatueia                                                                                         |
|  | |
|  | \| \| Amargasaurus \| \| \| \| \| \| Dicraeosaurus \| \| \| \| \| \| Brachytrachelopan \| \| \| \| |
|  | |
|  | Amargasaurus                                                                                       |
|  | |
|  | Dicraeosaurus                                                                                      |
|  | |
|  | Brachytrachelopan                                                                                  |
|  | |

|  | Amargasaurus      |
|  |                   |
|  | Dicraeosaurus     |
|  |                   |
|  | Brachytrachelopan |
|  |                   |

|  | Pilmatueia                                                                                         |
|  | |
|  | \| \| Amargasaurus \| \| \| \| \| \| Dicraeosaurus \| \| \| \| \| \| Brachytrachelopan \| \| \| \| |
|  | |
|  | Amargasaurus                                                                                       |
|  | |
|  | Dicraeosaurus                                                                                      |
|  | |
|  | Brachytrachelopan                                                                                  |
|  | |

|  | Amargasaurus      |
|  |                   |
|  | Dicraeosaurus     |
|  |                   |
|  | Brachytrachelopan |
|  |                   |

|  | Pilmatueia                                                                                         |
|  | |
|  | \| \| Amargasaurus \| \| \| \| \| \| Dicraeosaurus \| \| \| \| \| \| Brachytrachelopan \| \| \| \| |
|  | |
|  | Amargasaurus                                                                                       |
|  | |
|  | Dicraeosaurus                                                                                      |
|  | |
|  | Brachytrachelopan                                                                                  |
|  | |

|  | Amargasaurus      |
|  |                   |
|  | Dicraeosaurus     |
|  |                   |
|  | Brachytrachelopan |
|  |                   |

|  | Pilmatueia                                                                                         |
|  | |
|  | \| \| Amargasaurus \| \| \| \| \| \| Dicraeosaurus \| \| \| \| \| \| Brachytrachelopan \| \| \| \| |
|  | |
|  | Amargasaurus                                                                                       |
|  | |
|  | Dicraeosaurus                                                                                      |
|  | |
|  | Brachytrachelopan                                                                                  |
|  | |

|  | Amargasaurus      |
|  |                   |
|  | Dicraeosaurus     |
|  |                   |
|  | Brachytrachelopan |
|  |                   |

|  | Pilmatueia                                                                                         |
|  | |
|  | \| \| Amargasaurus \| \| \| \| \| \| Dicraeosaurus \| \| \| \| \| \| Brachytrachelopan \| \| \| \| |
|  | |
|  | Amargasaurus                                                                                       |
|  | |
|  | Dicraeosaurus                                                                                      |
|  | |
|  | Brachytrachelopan                                                                                  |
|  | |

|  | Amargasaurus      |
|  |                   |
|  | Dicraeosaurus     |
|  |                   |
|  | Brachytrachelopan |
|  |                   |

|  | Pilmatueia                                                                                         |
|  | |
|  | \| \| Amargasaurus \| \| \| \| \| \| Dicraeosaurus \| \| \| \| \| \| Brachytrachelopan \| \| \| \| |
|  | |
|  | Amargasaurus                                                                                       |
|  | |
|  | Dicraeosaurus                                                                                      |
|  | |
|  | Brachytrachelopan                                                                                  |
|  | |

|  | Amargasaurus      |
|  |                   |
|  | Dicraeosaurus     |
|  |                   |
|  | Brachytrachelopan |
|  |                   |

|  | Pilmatueia                                                                                         |
|  | |
|  | \| \| Amargasaurus \| \| \| \| \| \| Dicraeosaurus \| \| \| \| \| \| Brachytrachelopan \| \| \| \| |
|  | |
|  | Amargasaurus                                                                                       |
|  | |
|  | Dicraeosaurus                                                                                      |
|  | |
|  | Brachytrachelopan                                                                                  |
|  | |

|  | Amargasaurus      |
|  |                   |
|  | Dicraeosaurus     |
|  |                   |
|  | Brachytrachelopan |
|  |                   |

|  | Pilmatueia                                                                                         |
|  | |
|  | \| \| Amargasaurus \| \| \| \| \| \| Dicraeosaurus \| \| \| \| \| \| Brachytrachelopan \| \| \| \| |
|  | |
|  | Amargasaurus                                                                                       |
|  | |
|  | Dicraeosaurus                                                                                      |
|  | |
|  | Brachytrachelopan                                                                                  |
|  | |

|  | Amargasaurus      |
|  |                   |
|  | Dicraeosaurus     |
|  |                   |
|  | Brachytrachelopan |
|  |                   |

|  | Pilmatueia                                                                                         |
|  | |
|  | \| \| Amargasaurus \| \| \| \| \| \| Dicraeosaurus \| \| \| \| \| \| Brachytrachelopan \| \| \| \| |
|  | |
|  | Amargasaurus                                                                                       |
|  | |
|  | Dicraeosaurus                                                                                      |
|  | |
|  | Brachytrachelopan                                                                                  |
|  | |

|  | Amargasaurus      |
|  |                   |
|  | Dicraeosaurus     |
|  |                   |
|  | Brachytrachelopan |
|  |                   |

|  | Pilmatueia                                                                                         |
|  | |
|  | \| \| Amargasaurus \| \| \| \| \| \| Dicraeosaurus \| \| \| \| \| \| Brachytrachelopan \| \| \| \| |
|  | |
|  | Amargasaurus                                                                                       |
|  | |
|  | Dicraeosaurus                                                                                      |
|  | |
|  | Brachytrachelopan                                                                                  |
|  | |

|  | Amargasaurus      |
|  |                   |
|  | Dicraeosaurus     |
|  |                   |
|  | Brachytrachelopan |
|  |                   |

|  | Pilmatueia                                                                                         |
|  | |
|  | \| \| Amargasaurus \| \| \| \| \| \| Dicraeosaurus \| \| \| \| \| \| Brachytrachelopan \| \| \| \| |
|  | |
|  | Amargasaurus                                                                                       |
|  | |
|  | Dicraeosaurus                                                                                      |
|  | |
|  | Brachytrachelopan                                                                                  |
|  | |

|  | Amargasaurus      |
|  |                   |
|  | Dicraeosaurus     |
|  |                   |
|  | Brachytrachelopan |
|  |                   |

|  | Pilmatueia                                                                                         |
|  | |
|  | \| \| Amargasaurus \| \| \| \| \| \| Dicraeosaurus \| \| \| \| \| \| Brachytrachelopan \| \| \| \| |
|  | |
|  | Amargasaurus                                                                                       |
|  | |
|  | Dicraeosaurus                                                                                      |
|  | |
|  | Brachytrachelopan                                                                                  |
|  | |

|  | Amargasaurus      |
|  |                   |
|  | Dicraeosaurus     |
|  |                   |
|  | Brachytrachelopan |
|  |                   |

|  | Pilmatueia                                                                                         |
|  | |
|  | \| \| Amargasaurus \| \| \| \| \| \| Dicraeosaurus \| \| \| \| \| \| Brachytrachelopan \| \| \| \| |
|  | |
|  | Amargasaurus                                                                                       |
|  | |
|  | Dicraeosaurus                                                                                      |
|  | |
|  | Brachytrachelopan                                                                                  |
|  | |

|  | Amargasaurus      |
|  |                   |
|  | Dicraeosaurus     |
|  |                   |
|  | Brachytrachelopan |
|  |                   |

|  | Pilmatueia                                                                                         |
|  | |
|  | \| \| Amargasaurus \| \| \| \| \| \| Dicraeosaurus \| \| \| \| \| \| Brachytrachelopan \| \| \| \| |
|  | |
|  | Amargasaurus                                                                                       |
|  | |
|  | Dicraeosaurus                                                                                      |
|  | |
|  | Brachytrachelopan                                                                                  |
|  | |

|  | Amargasaurus      |
|  |                   |
|  | Dicraeosaurus     |
|  |                   |
|  | Brachytrachelopan |
|  |                   |

|  | Pilmatueia                                                                                         |
|  | |
|  | \| \| Amargasaurus \| \| \| \| \| \| Dicraeosaurus \| \| \| \| \| \| Brachytrachelopan \| \| \| \| |
|  | |
|  | Amargasaurus                                                                                       |
|  | |
|  | Dicraeosaurus                                                                                      |
|  | |
|  | Brachytrachelopan                                                                                  |
|  | |

|  | Amargasaurus      |
|  |                   |
|  | Dicraeosaurus     |
|  |                   |
|  | Brachytrachelopan |
|  |                   |

|  | Pilmatueia                                                                                         |
|  | |
|  | \| \| Amargasaurus \| \| \| \| \| \| Dicraeosaurus \| \| \| \| \| \| Brachytrachelopan \| \| \| \| |
|  | |
|  | Amargasaurus                                                                                       |
|  | |
|  | Dicraeosaurus                                                                                      |
|  | |
|  | Brachytrachelopan                                                                                  |
|  | |

|  | Amargasaurus      |
|  |                   |
|  | Dicraeosaurus     |
|  |                   |
|  | Brachytrachelopan |
|  |                   |

|  | Pilmatueia                                                                                         |
|  | |
|  | \| \| Amargasaurus \| \| \| \| \| \| Dicraeosaurus \| \| \| \| \| \| Brachytrachelopan \| \| \| \| |
|  | |
|  | Amargasaurus                                                                                       |
|  | |
|  | Dicraeosaurus                                                                                      |
|  | |
|  | Brachytrachelopan                                                                                  |
|  | |

|  | Amargasaurus      |
|  |                   |
|  | Dicraeosaurus     |
|  |                   |
|  | Brachytrachelopan |
|  |                   |

|  | Pilmatueia                                                                                         |
|  | |
|  | \| \| Amargasaurus \| \| \| \| \| \| Dicraeosaurus \| \| \| \| \| \| Brachytrachelopan \| \| \| \| |
|  | |
|  | Amargasaurus                                                                                       |
|  | |
|  | Dicraeosaurus                                                                                      |
|  | |
|  | Brachytrachelopan                                                                                  |
|  | |

|  | Amargasaurus      |
|  |                   |
|  | Dicraeosaurus     |
|  |                   |
|  | Brachytrachelopan |
|  |                   |

|  | Pilmatueia                                                                                         |
|  | |
|  | \| \| Amargasaurus \| \| \| \| \| \| Dicraeosaurus \| \| \| \| \| \| Brachytrachelopan \| \| \| \| |
|  | |
|  | Amargasaurus                                                                                       |
|  | |
|  | Dicraeosaurus                                                                                      |
|  | |
|  | Brachytrachelopan                                                                                  |
|  | |

|  | Amargasaurus      |
|  |                   |
|  | Dicraeosaurus     |
|  |                   |
|  | Brachytrachelopan |
|  |                   |

|  | Pilmatueia                                                                                         |
|  | |
|  | \| \| Amargasaurus \| \| \| \| \| \| Dicraeosaurus \| \| \| \| \| \| Brachytrachelopan \| \| \| \| |
|  | |
|  | Amargasaurus                                                                                       |
|  | |
|  | Dicraeosaurus                                                                                      |
|  | |
|  | Brachytrachelopan                                                                                  |
|  | |

|  | Amargasaurus      |
|  |                   |
|  | Dicraeosaurus     |
|  |                   |
|  | Brachytrachelopan |
|  |                   |

|  | Pilmatueia                                                                                         |
|  | |
|  | \| \| Amargasaurus \| \| \| \| \| \| Dicraeosaurus \| \| \| \| \| \| Brachytrachelopan \| \| \| \| |
|  | |
|  | Amargasaurus                                                                                       |
|  | |
|  | Dicraeosaurus                                                                                      |
|  | |
|  | Brachytrachelopan                                                                                  |
|  | |

|  | Amargasaurus      |
|  |                   |
|  | Dicraeosaurus     |
|  |                   |
|  | Brachytrachelopan |
|  |                   |

|  | Pilmatueia                                                                                         |
|  | |
|  | \| \| Amargasaurus \| \| \| \| \| \| Dicraeosaurus \| \| \| \| \| \| Brachytrachelopan \| \| \| \| |
|  | |
|  | Amargasaurus                                                                                       |
|  | |
|  | Dicraeosaurus                                                                                      |
|  | |
|  | Brachytrachelopan                                                                                  |
|  | |

|  | Amargasaurus      |
|  |                   |
|  | Dicraeosaurus     |
|  |                   |
|  | Brachytrachelopan |
|  |                   |

|  | Pilmatueia                                                                                         |
|  | |
|  | \| \| Amargasaurus \| \| \| \| \| \| Dicraeosaurus \| \| \| \| \| \| Brachytrachelopan \| \| \| \| |
|  | |
|  | Amargasaurus                                                                                       |
|  | |
|  | Dicraeosaurus                                                                                      |
|  | |
|  | Brachytrachelopan                                                                                  |
|  | |

|  | Amargasaurus      |
|  |                   |
|  | Dicraeosaurus     |
|  |                   |
|  | Brachytrachelopan |
|  |                   |

|  | Pilmatueia                                                                                         |
|  | |
|  | \| \| Amargasaurus \| \| \| \| \| \| Dicraeosaurus \| \| \| \| \| \| Brachytrachelopan \| \| \| \| |
|  | |
|  | Amargasaurus                                                                                       |
|  | |
|  | Dicraeosaurus                                                                                      |
|  | |
|  | Brachytrachelopan                                                                                  |
|  | |

|  | Amargasaurus      |
|  |                   |
|  | Dicraeosaurus     |
|  |                   |
|  | Brachytrachelopan |
|  |                   |

|  | Pilmatueia                                                                                         |
|  | |
|  | \| \| Amargasaurus \| \| \| \| \| \| Dicraeosaurus \| \| \| \| \| \| Brachytrachelopan \| \| \| \| |
|  | |
|  | Amargasaurus                                                                                       |
|  | |
|  | Dicraeosaurus                                                                                      |
|  | |
|  | Brachytrachelopan                                                                                  |
|  | |

|  | Amargasaurus      |
|  |                   |
|  | Dicraeosaurus     |
|  |                   |
|  | Brachytrachelopan |
|  |                   |

|  | Pilmatueia                                                                                         |
|  | |
|  | \| \| Amargasaurus \| \| \| \| \| \| Dicraeosaurus \| \| \| \| \| \| Brachytrachelopan \| \| \| \| |
|  | |
|  | Amargasaurus                                                                                       |
|  | |
|  | Dicraeosaurus                                                                                      |
|  | |
|  | Brachytrachelopan                                                                                  |
|  | |

|  | Amargasaurus      |
|  |                   |
|  | Dicraeosaurus     |
|  |                   |
|  | Brachytrachelopan |
|  |                   |

|  | Pilmatueia                                                                                         |
|  | |
|  | \| \| Amargasaurus \| \| \| \| \| \| Dicraeosaurus \| \| \| \| \| \| Brachytrachelopan \| \| \| \| |
|  | |
|  | Amargasaurus                                                                                       |
|  | |
|  | Dicraeosaurus                                                                                      |
|  | |
|  | Brachytrachelopan                                                                                  |
|  | |

|  | Amargasaurus      |
|  |                   |
|  | Dicraeosaurus     |
|  |                   |
|  | Brachytrachelopan |
|  |                   |

|  | Pilmatueia                                                                                         |
|  | |
|  | \| \| Amargasaurus \| \| \| \| \| \| Dicraeosaurus \| \| \| \| \| \| Brachytrachelopan \| \| \| \| |
|  | |
|  | Amargasaurus                                                                                       |
|  | |
|  | Dicraeosaurus                                                                                      |
|  | |
|  | Brachytrachelopan                                                                                  |
|  | |

|  | Amargasaurus      |
|  |                   |
|  | Dicraeosaurus     |
|  |                   |
|  | Brachytrachelopan |
|  |                   |

|  | Pilmatueia                                                                                         |
|  | |
|  | \| \| Amargasaurus \| \| \| \| \| \| Dicraeosaurus \| \| \| \| \| \| Brachytrachelopan \| \| \| \| |
|  | |
|  | Amargasaurus                                                                                       |
|  | |
|  | Dicraeosaurus                                                                                      |
|  | |
|  | Brachytrachelopan                                                                                  |
|  | |

|  | Amargasaurus      |
|  |                   |
|  | Dicraeosaurus     |
|  |                   |
|  | Brachytrachelopan |
|  |                   |

|  | Pilmatueia                                                                                         |
|  | |
|  | \| \| Amargasaurus \| \| \| \| \| \| Dicraeosaurus \| \| \| \| \| \| Brachytrachelopan \| \| \| \| |
|  | |
|  | Amargasaurus                                                                                       |
|  | |
|  | Dicraeosaurus                                                                                      |
|  | |
|  | Brachytrachelopan                                                                                  |
|  | |

|  | Amargasaurus      |
|  |                   |
|  | Dicraeosaurus     |
|  |                   |
|  | Brachytrachelopan |
|  |                   |

|  | Pilmatueia                                                                                         |
|  | |
|  | \| \| Amargasaurus \| \| \| \| \| \| Dicraeosaurus \| \| \| \| \| \| Brachytrachelopan \| \| \| \| |
|  | |
|  | Amargasaurus                                                                                       |
|  | |
|  | Dicraeosaurus                                                                                      |
|  | |
|  | Brachytrachelopan                                                                                  |
|  | |

|  | Amargasaurus      |
|  |                   |
|  | Dicraeosaurus     |
|  |                   |
|  | Brachytrachelopan |
|  |                   |

|  | Pilmatueia                                                                                         |
|  | |
|  | \| \| Amargasaurus \| \| \| \| \| \| Dicraeosaurus \| \| \| \| \| \| Brachytrachelopan \| \| \| \| |
|  | |
|  | Amargasaurus                                                                                       |
|  | |
|  | Dicraeosaurus                                                                                      |
|  | |
|  | Brachytrachelopan                                                                                  |
|  | |

|  | Amargasaurus      |
|  |                   |
|  | Dicraeosaurus     |
|  |                   |
|  | Brachytrachelopan |
|  |                   |

|  | Pilmatueia                                                                                         |
|  | |
|  | \| \| Amargasaurus \| \| \| \| \| \| Dicraeosaurus \| \| \| \| \| \| Brachytrachelopan \| \| \| \| |
|  | |
|  | Amargasaurus                                                                                       |
|  | |
|  | Dicraeosaurus                                                                                      |
|  | |
|  | Brachytrachelopan                                                                                  |
|  | |

|  | Amargasaurus      |
|  |                   |
|  | Dicraeosaurus     |
|  |                   |
|  | Brachytrachelopan |
|  |                   |

|  | Pilmatueia                                                                                         |
|  | |
|  | \| \| Amargasaurus \| \| \| \| \| \| Dicraeosaurus \| \| \| \| \| \| Brachytrachelopan \| \| \| \| |
|  | |
|  | Amargasaurus                                                                                       |
|  | |
|  | Dicraeosaurus                                                                                      |
|  | |
|  | Brachytrachelopan                                                                                  |
|  | |

|  | Amargasaurus      |
|  |                   |
|  | Dicraeosaurus     |
|  |                   |
|  | Brachytrachelopan |
|  |                   |

|  | Pilmatueia                                                                                         |
|  | |
|  | \| \| Amargasaurus \| \| \| \| \| \| Dicraeosaurus \| \| \| \| \| \| Brachytrachelopan \| \| \| \| |
|  | |
|  | Amargasaurus                                                                                       |
|  | |
|  | Dicraeosaurus                                                                                      |
|  | |
|  | Brachytrachelopan                                                                                  |
|  | |

|  | Amargasaurus      |
|  |                   |
|  | Dicraeosaurus     |
|  |                   |
|  | Brachytrachelopan |
|  |                   |

|  | Pilmatueia                                                                                         |
|  | |
|  | \| \| Amargasaurus \| \| \| \| \| \| Dicraeosaurus \| \| \| \| \| \| Brachytrachelopan \| \| \| \| |
|  | |
|  | Amargasaurus                                                                                       |
|  | |
|  | Dicraeosaurus                                                                                      |
|  | |
|  | Brachytrachelopan                                                                                  |
|  | |

|  | Amargasaurus      |
|  |                   |
|  | Dicraeosaurus     |
|  |                   |
|  | Brachytrachelopan |
|  |                   |

|  | Pilmatueia                                                                                         |
|  | |
|  | \| \| Amargasaurus \| \| \| \| \| \| Dicraeosaurus \| \| \| \| \| \| Brachytrachelopan \| \| \| \| |
|  | |
|  | Amargasaurus                                                                                       |
|  | |
|  | Dicraeosaurus                                                                                      |
|  | |
|  | Brachytrachelopan                                                                                  |
|  | |

|  | Amargasaurus      |
|  |                   |
|  | Dicraeosaurus     |
|  |                   |
|  | Brachytrachelopan |
|  |                   |

|  | Pilmatueia                                                                                         |
|  | |
|  | \| \| Amargasaurus \| \| \| \| \| \| Dicraeosaurus \| \| \| \| \| \| Brachytrachelopan \| \| \| \| |
|  | |
|  | Amargasaurus                                                                                       |
|  | |
|  | Dicraeosaurus                                                                                      |
|  | |
|  | Brachytrachelopan                                                                                  |
|  | |

|  | Amargasaurus      |
|  |                   |
|  | Dicraeosaurus     |
|  |                   |
|  | Brachytrachelopan |
|  |                   |

|  | Pilmatueia                                                                                         |
|  | |
|  | \| \| Amargasaurus \| \| \| \| \| \| Dicraeosaurus \| \| \| \| \| \| Brachytrachelopan \| \| \| \| |
|  | |
|  | Amargasaurus                                                                                       |
|  | |
|  | Dicraeosaurus                                                                                      |
|  | |
|  | Brachytrachelopan                                                                                  |
|  | |

|  | Amargasaurus      |
|  |                   |
|  | Dicraeosaurus     |
|  |                   |
|  | Brachytrachelopan |
|  |                   |

|  | Pilmatueia                                                                                         |
|  | |
|  | \| \| Amargasaurus \| \| \| \| \| \| Dicraeosaurus \| \| \| \| \| \| Brachytrachelopan \| \| \| \| |
|  | |
|  | Amargasaurus                                                                                       |
|  | |
|  | Dicraeosaurus                                                                                      |
|  | |
|  | Brachytrachelopan                                                                                  |
|  | |

|  | Amargasaurus      |
|  |                   |
|  | Dicraeosaurus     |
|  |                   |
|  | Brachytrachelopan |
|  |                   |

|  | Pilmatueia                                                                                         |
|  | |
|  | \| \| Amargasaurus \| \| \| \| \| \| Dicraeosaurus \| \| \| \| \| \| Brachytrachelopan \| \| \| \| |
|  | |
|  | Amargasaurus                                                                                       |
|  | |
|  | Dicraeosaurus                                                                                      |
|  | |
|  | Brachytrachelopan                                                                                  |
|  | |

|  | Amargasaurus      |
|  |                   |
|  | Dicraeosaurus     |
|  |                   |
|  | Brachytrachelopan |
|  |                   |

|  | Pilmatueia                                                                                         |
|  | |
|  | \| \| Amargasaurus \| \| \| \| \| \| Dicraeosaurus \| \| \| \| \| \| Brachytrachelopan \| \| \| \| |
|  | |
|  | Amargasaurus                                                                                       |
|  | |
|  | Dicraeosaurus                                                                                      |
|  | |
|  | Brachytrachelopan                                                                                  |
|  | |

|  | Amargasaurus      |
|  |                   |
|  | Dicraeosaurus     |
|  |                   |
|  | Brachytrachelopan |
|  |                   |

|  | Pilmatueia                                                                                         |
|  | |
|  | \| \| Amargasaurus \| \| \| \| \| \| Dicraeosaurus \| \| \| \| \| \| Brachytrachelopan \| \| \| \| |
|  | |
|  | Amargasaurus                                                                                       |
|  | |
|  | Dicraeosaurus                                                                                      |
|  | |
|  | Brachytrachelopan                                                                                  |
|  | |

|  | Amargasaurus      |
|  |                   |
|  | Dicraeosaurus     |
|  |                   |
|  | Brachytrachelopan |
|  |                   |

|  | Pilmatueia                                                                                         |
|  | |
|  | \| \| Amargasaurus \| \| \| \| \| \| Dicraeosaurus \| \| \| \| \| \| Brachytrachelopan \| \| \| \| |
|  | |
|  | Amargasaurus                                                                                       |
|  | |
|  | Dicraeosaurus                                                                                      |
|  | |
|  | Brachytrachelopan                                                                                  |
|  | |

|  | Amargasaurus      |
|  |                   |
|  | Dicraeosaurus     |
|  |                   |
|  | Brachytrachelopan |
|  |                   |

|  | Pilmatueia                                                                                         |
|  | |
|  | \| \| Amargasaurus \| \| \| \| \| \| Dicraeosaurus \| \| \| \| \| \| Brachytrachelopan \| \| \| \| |
|  | |
|  | Amargasaurus                                                                                       |
|  | |
|  | Dicraeosaurus                                                                                      |
|  | |
|  | Brachytrachelopan                                                                                  |
|  | |

|  | Amargasaurus      |
|  |                   |
|  | Dicraeosaurus     |
|  |                   |
|  | Brachytrachelopan |
|  |                   |

|  | Pilmatueia                                                                                         |
|  | |
|  | \| \| Amargasaurus \| \| \| \| \| \| Dicraeosaurus \| \| \| \| \| \| Brachytrachelopan \| \| \| \| |
|  | |
|  | Amargasaurus                                                                                       |
|  | |
|  | Dicraeosaurus                                                                                      |
|  | |
|  | Brachytrachelopan                                                                                  |
|  | |

|  | Amargasaurus      |
|  |                   |
|  | Dicraeosaurus     |
|  |                   |
|  | Brachytrachelopan |
|  |                   |

|  | Pilmatueia                                                                                         |
|  | |
|  | \| \| Amargasaurus \| \| \| \| \| \| Dicraeosaurus \| \| \| \| \| \| Brachytrachelopan \| \| \| \| |
|  | |
|  | Amargasaurus                                                                                       |
|  | |
|  | Dicraeosaurus                                                                                      |
|  | |
|  | Brachytrachelopan                                                                                  |
|  | |

|  | Amargasaurus      |
|  |                   |
|  | Dicraeosaurus     |
|  |                   |
|  | Brachytrachelopan |
|  |                   |

|  | Pilmatueia                                                                                         |
|  | |
|  | \| \| Amargasaurus \| \| \| \| \| \| Dicraeosaurus \| \| \| \| \| \| Brachytrachelopan \| \| \| \| |
|  | |
|  | Amargasaurus                                                                                       |
|  | |
|  | Dicraeosaurus                                                                                      |
|  | |
|  | Brachytrachelopan                                                                                  |
|  | |

|  | Amargasaurus      |
|  |                   |
|  | Dicraeosaurus     |
|  |                   |
|  | Brachytrachelopan |
|  |                   |

|  | Pilmatueia                                                                                         |
|  | |
|  | \| \| Amargasaurus \| \| \| \| \| \| Dicraeosaurus \| \| \| \| \| \| Brachytrachelopan \| \| \| \| |
|  | |
|  | Amargasaurus                                                                                       |
|  | |
|  | Dicraeosaurus                                                                                      |
|  | |
|  | Brachytrachelopan                                                                                  |
|  | |

|  | Amargasaurus      |
|  |                   |
|  | Dicraeosaurus     |
|  |                   |
|  | Brachytrachelopan |
|  |                   |

|  | Pilmatueia                                                                                         |
|  | |
|  | \| \| Amargasaurus \| \| \| \| \| \| Dicraeosaurus \| \| \| \| \| \| Brachytrachelopan \| \| \| \| |
|  | |
|  | Amargasaurus                                                                                       |
|  | |
|  | Dicraeosaurus                                                                                      |
|  | |
|  | Brachytrachelopan                                                                                  |
|  | |

|  | Amargasaurus      |
|  |                   |
|  | Dicraeosaurus     |
|  |                   |
|  | Brachytrachelopan |
|  |                   |

|  | Pilmatueia                                                                                         |
|  | |
|  | \| \| Amargasaurus \| \| \| \| \| \| Dicraeosaurus \| \| \| \| \| \| Brachytrachelopan \| \| \| \| |
|  | |
|  | Amargasaurus                                                                                       |
|  | |
|  | Dicraeosaurus                                                                                      |
|  | |
|  | Brachytrachelopan                                                                                  |
|  | |

|  | Amargasaurus      |
|  |                   |
|  | Dicraeosaurus     |
|  |                   |
|  | Brachytrachelopan |
|  |                   |

|  | Pilmatueia                                                                                         |
|  | |
|  | \| \| Amargasaurus \| \| \| \| \| \| Dicraeosaurus \| \| \| \| \| \| Brachytrachelopan \| \| \| \| |
|  | |
|  | Amargasaurus                                                                                       |
|  | |
|  | Dicraeosaurus                                                                                      |
|  | |
|  | Brachytrachelopan                                                                                  |
|  | |

|  | Amargasaurus      |
|  |                   |
|  | Dicraeosaurus     |
|  |                   |
|  | Brachytrachelopan |
|  |                   |

|  | Pilmatueia                                                                                         |
|  | |
|  | \| \| Amargasaurus \| \| \| \| \| \| Dicraeosaurus \| \| \| \| \| \| Brachytrachelopan \| \| \| \| |
|  | |
|  | Amargasaurus                                                                                       |
|  | |
|  | Dicraeosaurus                                                                                      |
|  | |
|  | Brachytrachelopan                                                                                  |
|  | |

|  | Amargasaurus      |
|  |                   |
|  | Dicraeosaurus     |
|  |                   |
|  | Brachytrachelopan |
|  |                   |

|  | Pilmatueia                                                                                         |
|  | |
|  | \| \| Amargasaurus \| \| \| \| \| \| Dicraeosaurus \| \| \| \| \| \| Brachytrachelopan \| \| \| \| |
|  | |
|  | Amargasaurus                                                                                       |
|  | |
|  | Dicraeosaurus                                                                                      |
|  | |
|  | Brachytrachelopan                                                                                  |
|  | |

|  | Amargasaurus      |
|  |                   |
|  | Dicraeosaurus     |
|  |                   |
|  | Brachytrachelopan |
|  |                   |

## Storia della scoperta

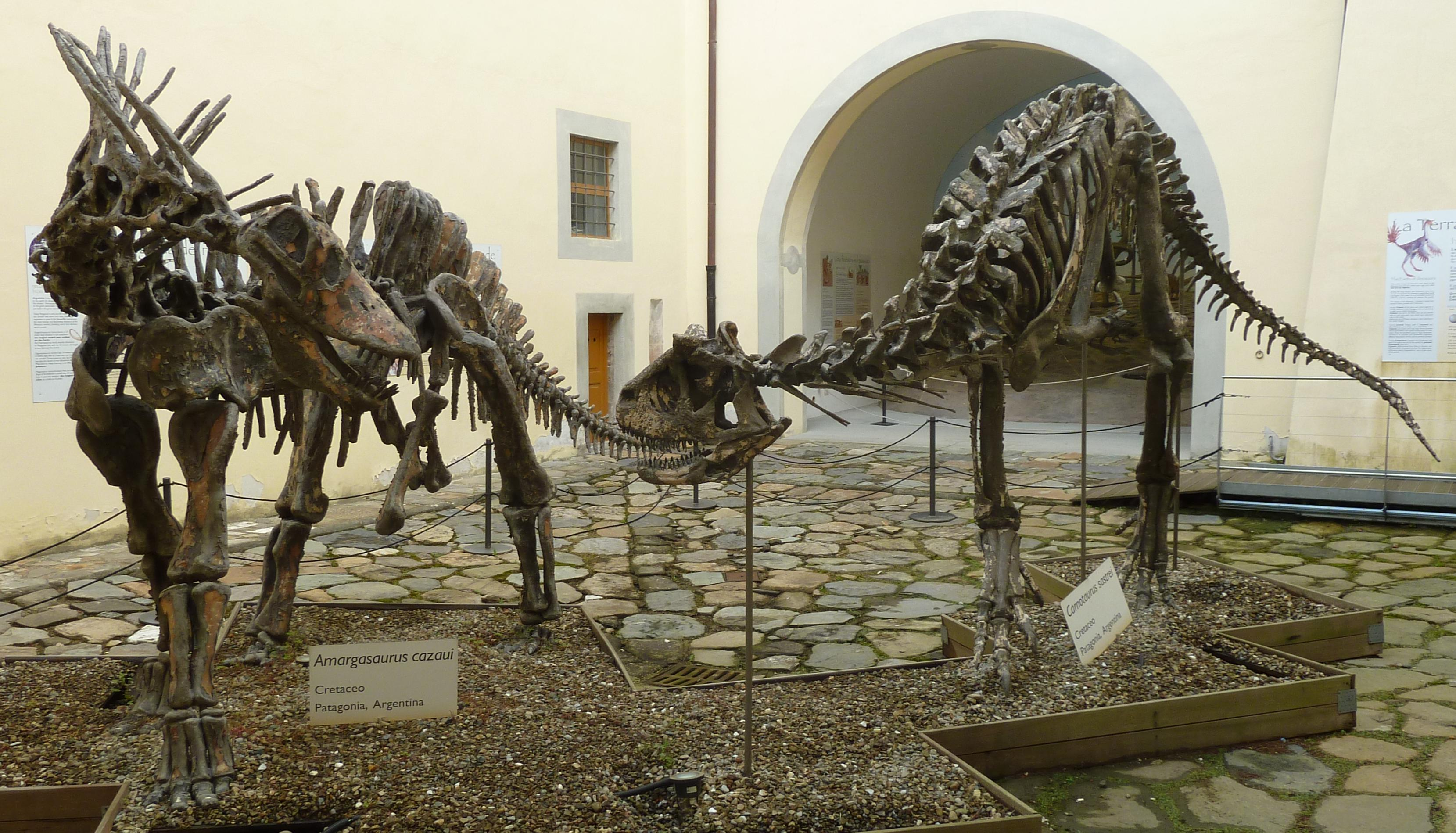
Repliche dello scheletro di un Amargasaurus e Carnotaurus, entrambi scoperti nella stessa spedizione del 1984 in Argentina, al Museo di Storia Naturale dell'Università di Pisa

L'unico esemplare conosciuto di Amargasaurus, catalogato come MACN-N 15, fu scoperto nel febbraio 1984 da Guillermo Rougier durante una spedizione guidata dal paleontologo argentino José Bonaparte. Questa fu l'ottava spedizione del progetto "Jurassic and Cretaceous Terrestrial Vertebrates of South America", sostenuta dalla National Geographic Society e avviata nel 1975 per migliorare la scarsa conoscenza dei tetrapodi del Giurassico e del Cretaceo sudamericano. La stessa spedizione portò alla luce lo scheletro quasi completo del teropode Carnotaurus. Il sito della scoperta si trova nell'arroyo di La Amarga nel Picún Leufú, un dipartimento della Provincia di Neuquén, nella Patagonia settentrionale, 70 chilometri (43 miglia) a sud di Zapala. L'esemplare venne estratto da rocce sedimentarie della Formazione La Amarga, risalenti alla fine Barremiano fino agli inizi dell'Aptiano, del Cretaceo inferiore, circa 130-120 milioni di anni fa.

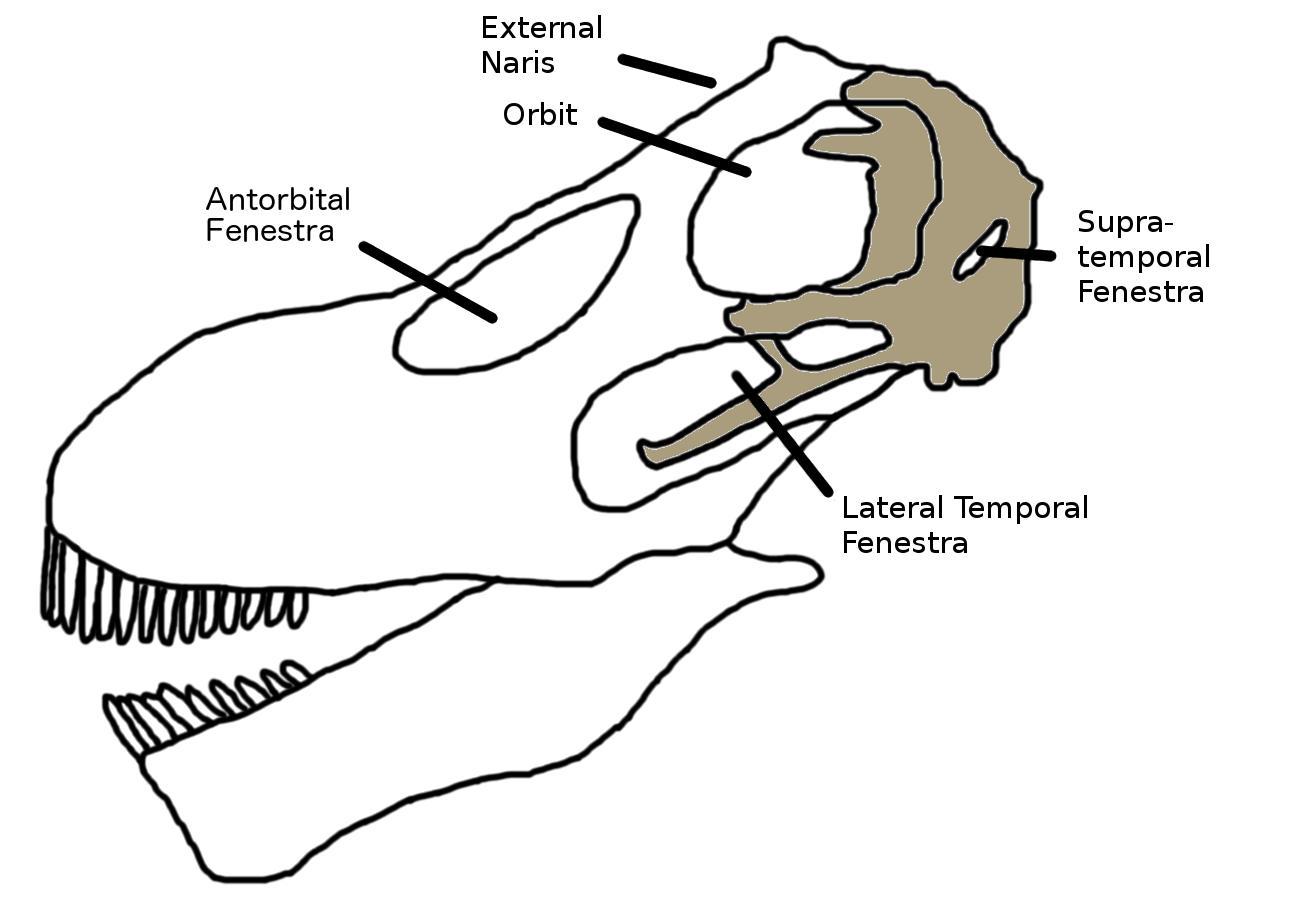
Ricostruzione del cranio di Amargasaurus, con il materiale noto in marrone e la posizione delle varie aperture del cranio. Le parti mancanti sono ricostruite sulla base di Dicraeosaurus

L'esemplare è ragionevolmente completo e include un cranio parziale. Le ossa del cranio dei sauropodi sono piuttosto rare, infatti, il cranio di Amargasaurus è solo il secondo cranio conosciuto da un membro dei Dicraeosauridae. Le parti principali dello scheletro sono state ritrovate nella loro posizione anatomica originale: la colonna vertebrale cervicale e dorsale, che consisteva di 22 vertebre articolate, è stata trovata collegata sia al cranio che all'osso sacro. Il cranio parziale comprende solo la regione temporale e la scatola cranica. L'osso sacro, nonostante sia stato parzialmente eroso prima della sepoltura, è abbastanza completo. La maggior parte della coda è assente, essendosi conservate solo tre vertebre caudali anteriori, tre medie e una posteriore, insieme ad alcuni frammenti. La cintura scapolare è nota solo dalla scapola e dal coracoide (che si trova all'estremità inferiore della scapola), mentre il bacino è semplicemente noto dall'ileo (la parte superiore delle tre ossa pelviche). Gli arti sono altrettanto frammentari, e le mani e i piedi mancano totalmente. Lo scheletro è attualmente conservato nella collezione del Museo di scienze naturali Bernardino Rivadavia a Buenos Aires.
La prima menzione, non ufficiale, di Amargasaurus come un nuovo genere di dinosauro è stata pubblicata da Bonaparte nel libro italiano del 1984 Sulle Orme dei Dinosauri. Qui, la specie venne designata come Amargasaurus groeberi, in onore di Pablo Groeber, ma venne in seguito cambiato in Amargasaurus cazaui nella descrizione ufficiale pubblicata diversi anni dopo. La descrizione ufficiale dell'animale, scritta in spagnolo, venne pubblicata nel 1991 da Leonardo Salgado e Bonaparte sulla rivista scientifica argentina Ameghiniana. Il nome del genere Amargasaurus allude al luogo della scoperta, La Amarga Arroyo. La Amarga è anche il nome di un paese vicino al sito della scoperta, nonché della formazione geologica di cui sono stati recuperati i resti. La parola amarga deriva dallo spagnolo e sta per "amaro", mentre sauros viene dal greco e significa "lucertola". L'unica specie appartenente al genere è A. cazaui, e prende il nome da Luis Cazau, geologo della compagnia petrolifera YPF, che all'epoca era di proprietà statale. Nel 1983, Cazau informò la squadra di Bonaparte del significato paleontologico della Formazione di La Amarga, portando alla scoperta dell'esemplare. Un anno dopo, Salgado e Jorge O. Calvo pubblicarono un secondo articolo incentrato sulla descrizione del cranio.

## Paleobiologia

### Funzione delle spine cervicali

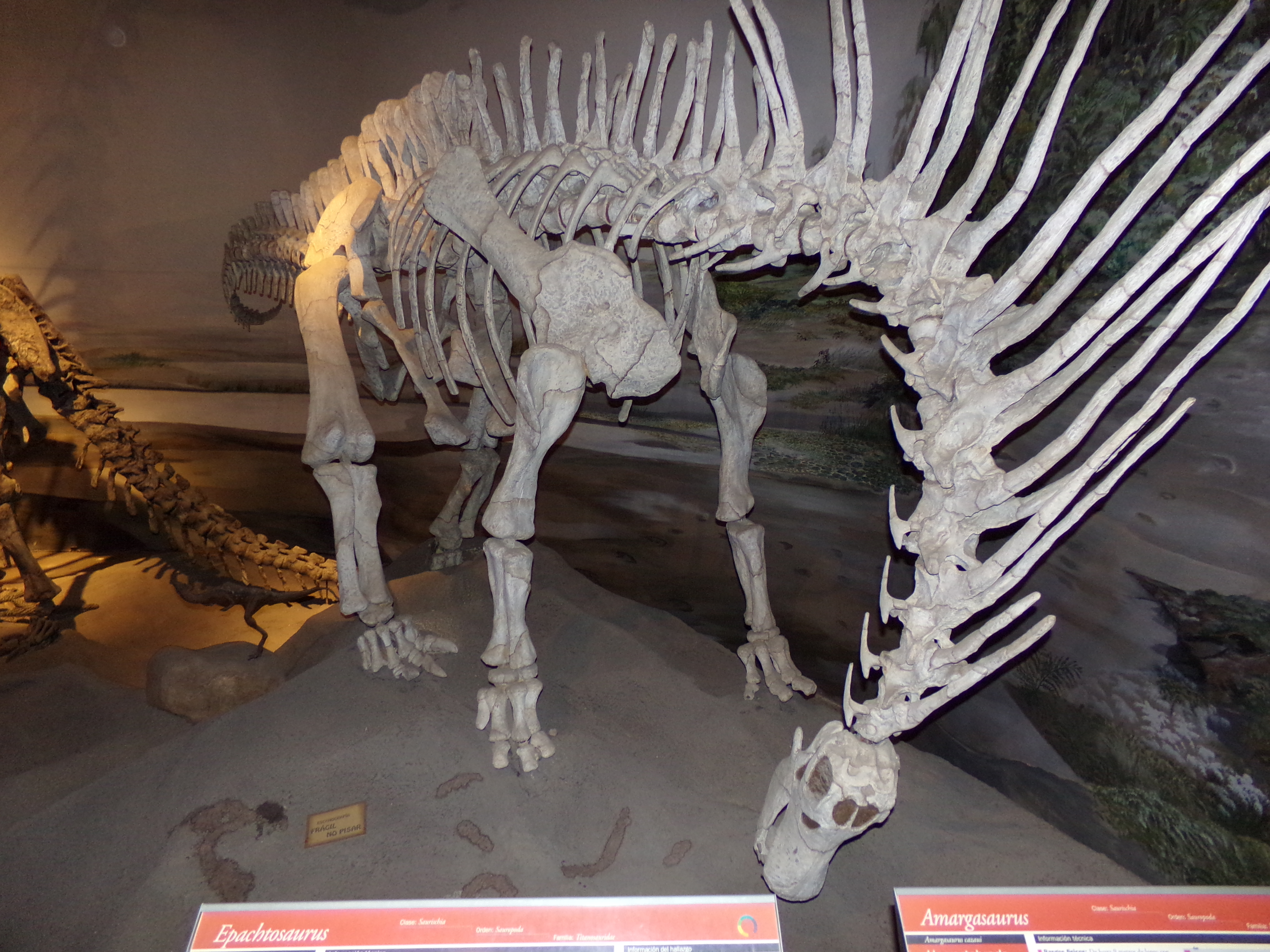
Calco di uno scheletro che mostra le spine cervicali rivolte in avanti durante la flessione verso il basso del collo, al Museo di Paleontologia Egidio Feruglio

Sia la funzione che l'aspetto in vita delle spine vertebrali estremamente allungate e biforcate presenti sul collo dell'animale rimangono un mistero. Salgado e Bonaparte, nel 1991, suggerirono che le spine fungessero da armi difensive contro i predatori per proteggere il collo, sostenendo che le punte si assottigliassero verso la punta. Queste strutture potrebbero essere servite anche come display intraspecifico, sia per attirare esemplari del sesso opposto che per intimorire i rivali. Alcune ricostruzioni pubblicate successivamente alla scoperta dell'animale, mostrano due vele di pelle parallele sostenute dalle spine cervicali. Tuttavia, nel 1994, Gregory Paul considerò improbabile questa possibilità, osservando che la presenza di due vele parallele sul collo avrebbero ridotto la flessione di quest'ultimo. Inoltre, la forma delle spine cervicali erano di sezione circolare piuttosto che appiattita come nel caso di altri animali che possiedono una vela di pelle. La forma delle spine presente in Amargasaurus sembrerebbe invece indicare una guaina cheratinosa che, in vita, avrebbe esteso la lunghezza delle spine. In questo modo, le spine cervicali sarebbero state anche più mobili ed utilizzate sia come display intraspecifico, sia come arma difensiva contro predatori o rivali della stessa specie. In questo scenario, l'animale avrebbe piegato il collo verso il basso, puntando in avanti le spine cervicali. Paul ipotizzò anche che le spine potessero fungere da difesa sonora, venendo sbattute insieme per generare un suono simile ad un sonaglio per intimorire e confondere eventuali predatori o rivali della stessa specie. Lo stesso Salgado, nel 1999, pubblicò una ricostruzione scheletrica che mostrava una guaina cheratinosa che ricopriva le spine cervicali.
Jack Bailey, nel 1997, sostenne che le spine cervicali di Amargasaurus assomigliassero a quelle dei pelicosauri, come Dimetrodon. Secondo Bailey, Amargasaurus possedeva una vela altrettanto appariscente, che avrebbe utilizzato per la comunicazione visiva. A differenza di quelle dei pelicosauri, le spine neurali di Amargasaurus erano biforcate, formando una doppia fila lungo il collo e la schiena. Poiché lo spazio tra le due file era di soli 3-7 centimetri (da 1,2 a 2,8 pollici), l'esistenza di due vele parallele sembra improbabile. Invece, Bailey suggerì che le spine neurali rappresentassero un'impalcatura completamente avvolta da un'unica vela. Anche le spine neurali che partivano dalla penultima vertebra dorsale fino alle prime vertebre della coda erano fortemente allungate, ma di struttura diversa, formando un'unica fila. Secondo Bailey, queste proiezioni assomigliano a quelle osservate nei moderni ungulati, dove formano delle gobbe come nei bisonti, indicando la presenza di una gobba carnosa dorsale. Bailey suggerì l'ipotesi di una gobba carnosa anche in altri dinosauri con spine neurali fortemente allungate, come Spinosaurus e Ouranosaurus.

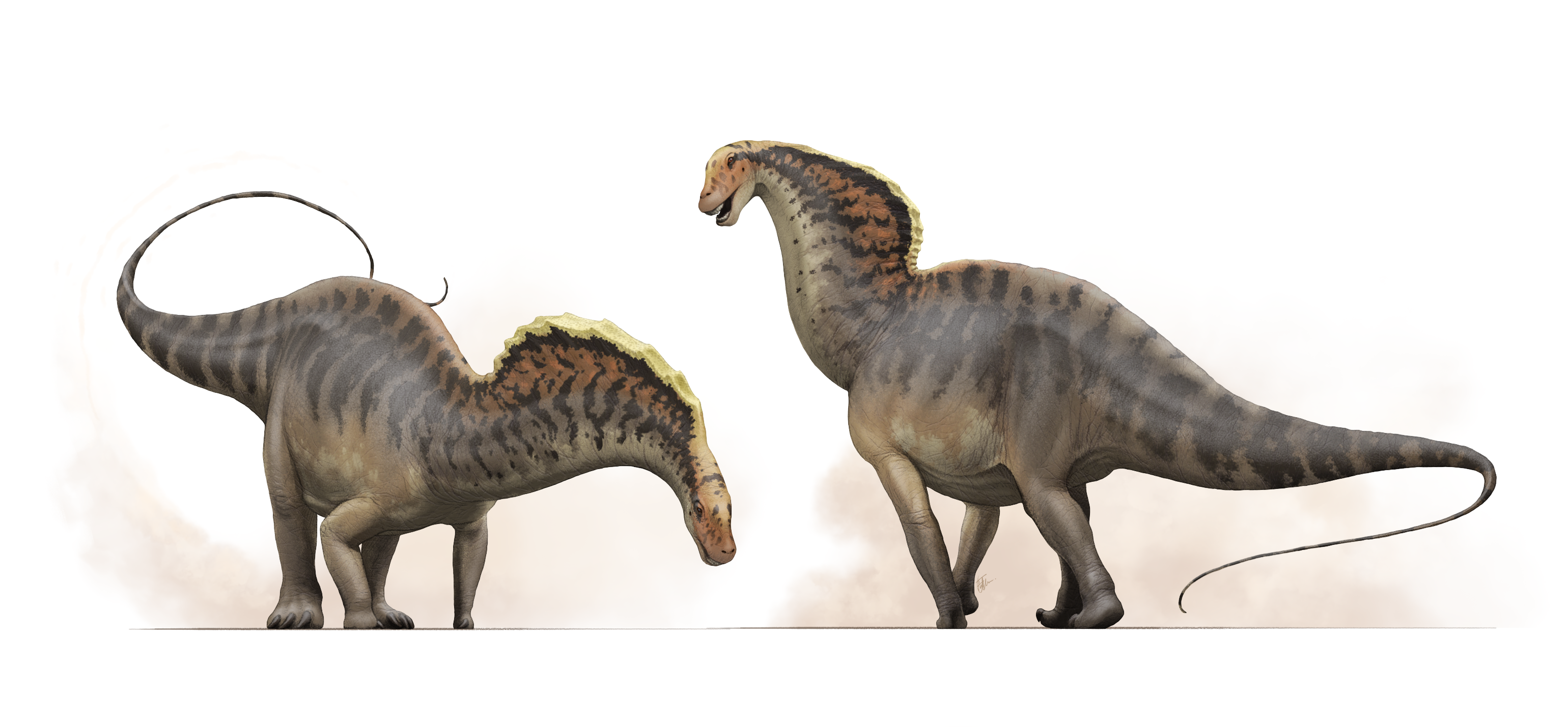
Ricostruzione di due Amargasaurus in lotta, con le spine ricoperte da un vela di pelle

Daniela Schwarz e colleghi, nel 2007, conclusero che le spine neurali biforcate di diplodocidi e dei dicraeosauridi racchiudessero una sacca d'aria, che sarebbe stata collegata ai polmoni come parte del sistema respiratorio. In Dicraeosaurus, questa sacca d'aria (il cosiddetto diverticolo sopravertebrale) sarebbe alloggiata sopra l'arco neurale e avrebbe riempito l'intero spazio presente tra le spine. In Amargasaurus i due terzi superiori delle spine sarebbero stati coperti da una guaina di cheratina, limitando la sacca d'aria allo spazio tra i terzi inferiori delle spine. La copertura di cheratina o pelle sarebbe indicata da delle striature sulla superficie delle spine simili a quelle dei nuclei ossei delle corna ossee dei bovidi odierni. Nel 2016 Mark Hallett e Mathew Wedel suggerirono che le spine dirette all'indietro potrebbero essere state in grado di infilzare i predatori quando il collo veniva bruscamente tirato all'indietro durante un attacco. Una strategia di difesa simile viene usata anche dall'antilope nera gigante e dall'orice arabo, che possono usare le loro lunghe corna dirette all'indietro per difendersi dai predatori quando questi si trovano dietro la loro testa. A parte la possibile funzione difensiva, le spine potrebbero essere state utilizzate per esibizione, sia per l'intimidazione di individui rivali, sia per il corteggiamento. Hallett e Wedel ipotizzarono anche che i maschi rivali avrebbero potuto intrecciare le loro spine dorsali durante gli scontri intraspecifici, usando il collo come un'arma in modo simile al "collaggio" delle giraffe. Pablo Gallina e colleghi (2019), nella loro descrizione di Bajadasaurus, che possedeva spine neurali simili a quelle di Amargasaurus, suggerirono che entrambi i generi impiegassero le loro lunghe spine neurali per difesa. Una funzione di difesa sarebbe stata particolarmente efficace in Bajadasaurus poiché le spine erano proiettate in avanti, superando persino il muso, scoraggiando i predatori e possibili rivali. La guaina cheratinosa che probabilmente copriva le spine potrebbe aver esteso la loro lunghezza del 50%, come si vede in alcuni ungulati. Tali guaine estese avrebbero reso le delicate spine neurali più resistenti ai danni, probabilmente una minaccia critica, poiché le basi delle spine formano il tetto del midollo spinale.
Nel 2022 uno studio dettagliato pubblicato da Cerda et al. ha analizzato nel dettaglio queste strutture, la morfologia e la microanatomia delle spine vertebrali di Amargasaurus e di un altro dicraeosauride indeterminato (anch'esso proveniente dalla Formazione La Amarga). In questo studio, Cerda et al. suggerisce che le spine cervicali non fossero ricoperte da una guaina cheratinosa come si credeva in precedenza. L'osteoistologia delle spine suggerisce che fossero probabilmente, se non esclusivamente, ricoperte da una vela di pelle. Le spine sono anche altamente vascolarizzate e presentano segni di una crescita ciclica, aggiungendo credito a questa teoria.

### Sensi e postura

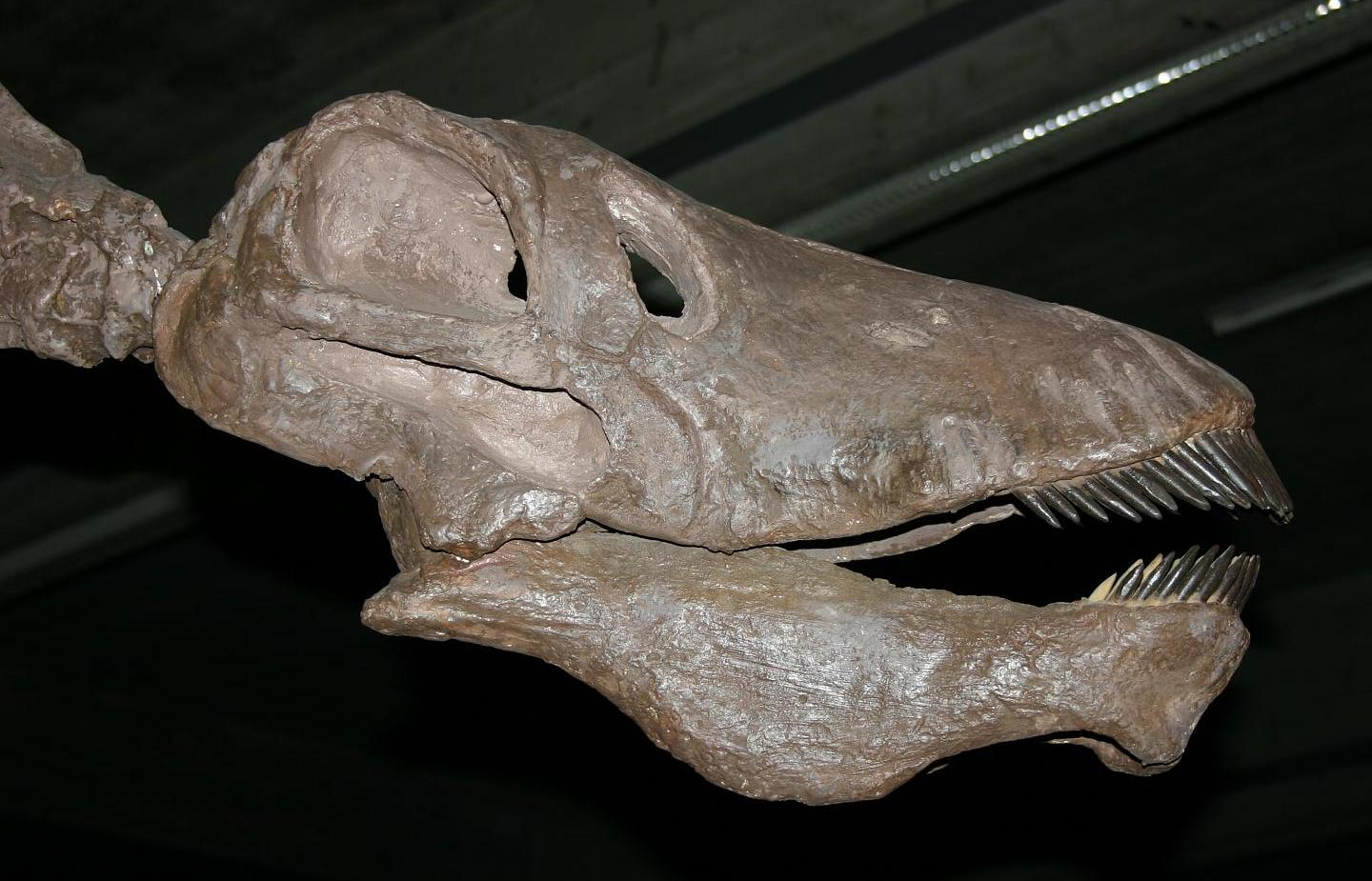
Ricostruzione del cranio

Nel 2014 Paulina Carabajal e colleghi eseguirono una scansione TC del cranio parziale di Amargasaurus, creando dei modelli tridimensionali sia dell'endocast cranico (il calco della cavità cerebrale) che dell'orecchio interno. Utilizzando questi modelli tridimensionali, è stato dimostrato che l'endocast craniale aveva un volume di 94-98 millilitri. L'orecchio interno era alto 30 millimetri (1,2 pollici) e largo 22 millimetri (0,87 pollici). La lagena, la parte contenente le cellule ciliate per l'udito, era piuttosto corta, indicando che il senso dell'udito era piuttosto carente in Amargasaurus, rispetto ad altri sauropodi dei quali sono state studiate le orecchie interne.
Le prime ricostruzioni scheletriche dell'animale mostrano il cranio in posizione quasi orizzontale. Salgado, nel 1999, sostenne che una tale postura sarebbe stata anatomicamente impossibile a causa delle spine neurali allungate delle vertebre del collo. Invece, immaginò che la testa dell'animale venisse tenuta in un orientamento quasi verticale. L'orientamento abituale della testa è solitamente riflesso dall'orientamento dei canali semicircolari dell'orecchio interno, che ospitano il senso dell'equilibrio (sistema vestibolare). Utilizzando il modello tridimensionale dell'orecchio interno, Carabajal e colleghi hanno suggerito che il muso dell'animale veniva tenuto rivolto verso il basso con un angolo di circa 65° rispetto al suolo. Un valore simile è stato recentemente proposto anche per Diplodocus. La postura neutra del collo può essere approssimata in base a come le vertebre cervicali si incastravano l'una con l'altra. Secondo Carabajal e colleghi, il collo era leggermente inclinato verso il basso, in modo che il muso sarebbe rimasto a 80 centimetri dal suolo in posizione neutra. In realtà, la postura del collo sarebbe variata in base alle rispettive attività dell'animale. Il sollevamento del collo, ad esempio per raggiungere una posizione di allerta, sarebbe stato limitato dalle spine neurali allungate del collo, che non avrebbero consentito alla testa di raggiungere un'altezza superiore a 270 centimetri.

### Locomozione
Amargasaurus era una creatura quadrupede, e probabilmente non era in grado di impennarsi sulle zampe posteriori. Salgado e Bonaparte, nel 1991, suggerirono che Amargasaurus si muovesse lentamente, poiché sia gli avambracci che la parte inferiore delle gambe erano proporzionalmente corti, caratteristica comune degli animali che si muovono lentamente. Ciò è stato contraddetto da Gerardo Mazzetta e Richard Fariña nel 1999, che sostenevano che Amargasaurus fosse capace di una rapida locomozione. Durante la locomozione, le ossa delle gambe sono fortemente influenzate dai momenti flettenti, che rappresentano un fattore limitante per la velocità massima di un animale. Le ossa delle gambe di Amargasaurus erano ancora più robuste di quelle di un rinoceronte bianco, che nonostante la mole è un animale in grado di galoppare.

## Paleoecologia

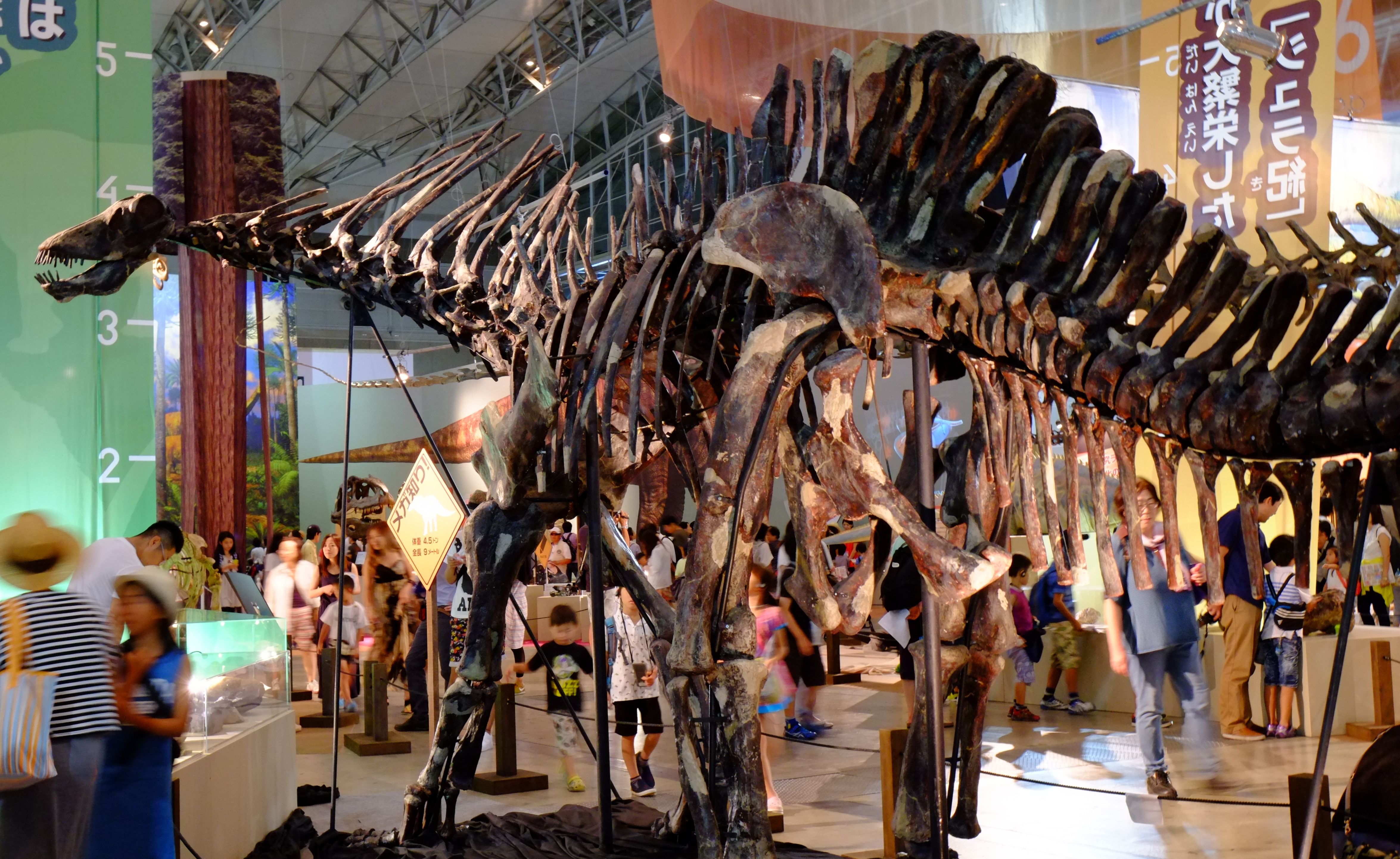
Vista posteriore dello scheletro, che mostra il bacino e le alte spine sacrali

L'unico esemplare di Amargasaurus è stato estratto da rocce sedimentarie della Formazione La Amarga, che fa parte del bacino di Neuquén e risale ad un periodo compreso tra il Barremiano e il tardo Aptiano, del Cretaceo inferiore. La maggior parte dei fossili di vertebrati, incluso Amargasaurus, è stata ritrovata nella parte più bassa (più antica) della formazione, il membro di Puesto Antigual. Questo membro della formazione ha uno spessore di circa 29 metri (95 piedi) ed è composto principalmente da arenarie depositate da fiumi intrecciati. Lo stesso scheletro di Amargasaurus è stato recuperato da uno strato composto da conglomerati sabbiosi. La fauna dei sauropodi della Formazione La Amarga era varia e comprendeva il rebbachisauride basale Zapalasaurus, il dicraeosauride Amargatitanis e i resti senza nome di alcuni titanosauriformi basali. L'elevata diversità suggerisce che le diverse specie di sauropodi sfruttavano diverse fonti di cibo per ridurre la competizione tra di loro. I titanosauriformi basali avevano colli proporzionalmente più lunghi, arti anteriori più lunghi e corone dentali più larghe rispetto ai dicraeosauridi e ai rebbachisauridi, suggerendo che la loro dieta si basasse su materiale vegetale a grandi altezze. Amargasaurus, probabilmente, si nutriva sopra il livello del suolo ad altezza massima di 2,7 metri (8,9 piedi), come evidenziato dall'anatomia del collo e dell'orecchio interno dell'animale, mentre i rebbachisauridi, come Zapalasaurus, si nutriva probabilmente a livello del suolo.
Altri dinosauri della Formazione La Amarga includono il possibile stegosauro "Amargastegos", il piccolo ceratosauro Ligabueino ed un grande tetanuro, la cui presenza è indicata da dei denti isolati. Oltre ai dinosauri, la formazione ha portato alla luce anche il mammifero cladoterio Vincelestes, l'unico mammifero conosciuto del Cretaceo inferiore sudamericano. Nella formazione erano presenti anche dei crocodylomorpha, rappresentati dal trematochampside Amargasuchus, il cui olotipo è stato trovato in associazione con le ossa di Amargasaurus.

## Nella cultura di massa
I Pokémon Amaura e Aurorus sono bastati sull'Amargasaurus.